# Николаевка (Флорештский район)
Николаевка (рум. Nicolaevca) — село в Флорештском районе Молдавии. Является административным центром коммуны Николаевка, включающей также село Валя-Рэдоаей.

## География
Село расположено на высоте 220 метров над уровнем моря.

## Население
По данным переписи населения 2004 года, в селе Николаевка проживает 911 человек (418 мужчин, 493 женщины).
Этнический состав села:
| Национальность | Число жителей | Процентный состав |
| -------------- | ------------- | ----------------- |
| украинцы       | 689           | 75,63             |
| молдаване      | 161           | 17,67             |
| русские        | 51            | 5,6               |
| гагаузы        | 1             | 0,11              |
| прочие         | 9             | 0,99              |
| Всего          | 911           | 100 %             |